# 楊式太極刀
練習太極刀時要求舉動輕靈，運行和緩，用意不用力，要求體鬆心靜氣沉丹田，精神內固，形神合一，要求如行雲流水，連綿不斷，如長江大河滔滔不絕。由於太極刀是一種刀術練習，因此，又必須體現出刀的技法和風格特點。
刀諺云:「刀如猛虎」、「短兵利在速進」、「劍走輕、刀走黑」。
使用刀，則可以利用刀背貼身格攔，靠近對方，發揮野戰四方的威力。因此，練習太極刀的速度較練太極劍稍快，並要在輕柔和緩之中體現出刀術尚威猛的雄壯氣魄出來，所以突出氣勢是太極刀的一大特點。
太極刀的整套動作共四十式，包括了劈、刺、撩、掃、截、挑、磕、掛、斫、剁、崩、抹共十三種刀法。另有老譜刀讚為: 斫剁、劃、截割、撩腕。因此在練習太極刀時一定要知道每個刀式的刀法用意。